# Nippon Camera
Nippon Camera (日本カメラ, Nippon kamera) est un magazine de photographie japonais publié entre 1950 et 2021.
La publication de Nippon Camera commence en mars 1950 comme magazine bimensuel, publié par Kōgeisha (Tokyo) en tant que successeur de la série de livres Amachua Shashin Sōsho (1948-49). Le magazine devient mensuel à partir de juillet 1951,.
Le magazine est publié depuis 2012 par Nippon Camera-sha (à Tokyo), qui édite également un magazine annuel, Shashin Nenkan (写真年鑑 ()) et d'autres ouvrages consacrés à la photographie.
Depuis la disparition de Camera Mainichi, le seul rival de Nippon Camera comme magazine de photographie qui tente de répondre à tous les intérêts est Asahi Camera.
En avril 2021 la rédaction annonce la suspension de la publication après le numéro de mai 2021 après 73 ans d'activité.